# Distylium racemosum
Distylium racemosum är en trollhasselart som beskrevs av Philipp Franz von Siebold och Zucc.. Distylium racemosum ingår i släktet Distylium och familjen trollhasselfamiljen. Inga underarter finns listade i Catalogue of Life.

## Bildgalleri

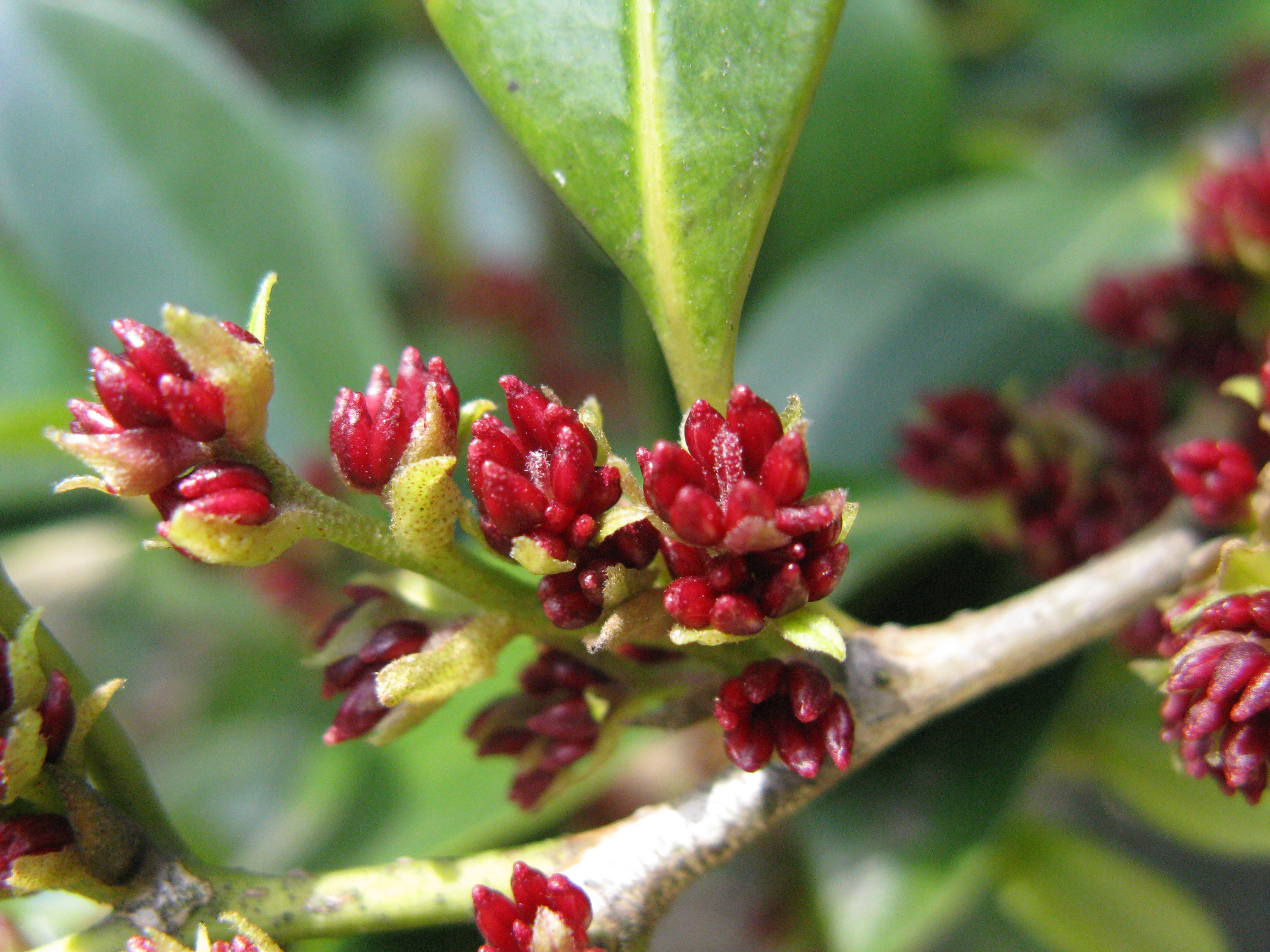